# قتل عام سال ۱۶۲۲
قتل عام سال ۱۶۲۲ ، که عموماً به عنوان کشتار جیمزتاون شناخته می شود، قتل‌عام سفیدپوستان مستعمره‌نشین انگلیسی به دست قبیله‌ای از سرخ‌پوستان بومی بود که در مستعمرات ویرجینیا، در ایالات متحده فعلی و در ۲۲ مارس ۱۶۲۲ رخ داد. جان اسمیت ، اگرچه از سال ۱۶۰۹ در ویرجینیا نرفته بود و شاهد عینی نبود، اما در تاریخ ویرجینیا نقل می‌کند که جنگجویان سرخ‌پوستِ پوهاتان با نقشه قبلی و «بدون سلاح با آهو، بوقلمون، ماهی، میوه‌ها و سایر آذوقه‌ها وارد خانه‌های ما شدند تا آنها را به ما بفروشند.». سپس پوهاتان هر ابزار یا سلاحی را که در دسترس بود برداشت و همه مهاجران انگلیسی را که یافتند، از جمله مردان، زنان و کودکان در هر سنی را کشتند. رئیس بزرگ کنفدراسیون پوهاتان، این حملات غافلگیرانه را علیه سفیدپوستان رهبری کرد. در مجموعه ای هماهنگ از حملات غافلگیرانه آنها در مجموع ۳۴۷ نفر، یک چهارم جمعیت مستعمره ویرجینیا در آن زمان را کشتند.

## تاریخچه
پس از تأسیس شهرک جیمزتاون در مستعمره ویرجینیا در سال ۱۶۰۷، قبایل سرخ‌پوست مایل بودند تا با مستعمره‌نشینان جیمزتاون به خرید و فروش آذوقه به  برای ابزار فلزی بپردازند. اگرچه تا سال ۱۶۰۹، فرماندار مستعمره، جان اسمیت شروع به اعزام گروه‌های مهاجم برای درخواست آذوقه از سکونتگاه‌های بومی محلی کرد. این احزاب مهاجم شهرک هایی را که خواسته های آنها را رد می کردند، سوزاندند، و مکرراً آذوقه را به سرقت بردند، که منجر به خشم نسبت به استعمارگران و تشدید درگیری شد. احزاب مهاجم باعث تشدید نزاع میان سرخ‌‌پوست‌ها و سفیدپوست‌ها شدند. بسیاری از مستعمره‌نشینان سفیدپوست در جیمزتاون که قادر به تامین آذوقه‌های بیشتر نبودند، در طول دوره‌ای که "زمان گرسنگی" شهرت یافت در سال‌های ۱۶۰۹-۱۶۱۰ از گرسنگی مردند. 